# Fascination Records
Fascination Records es una nueva discográfica inglesa dedicada en exclusiva al mundo Pop, subsidiaria de Polydor. En ella, se encuentran los grupos y cantantes que más éxito tienen tanto en el Reino Unido como en el resto del mundo, que son Sophie Ellis-Bextor y Girls Aloud. Otros artistas que incluyen son Connie Fisher y la formación de un grupo masculino Pop, al estilo de Busted o Blue.

## Cantantes de Fascination
- The Saturdays
- Sophie Ellis-Bextor
- Girls Aloud
- Nicola Roberts
- Connie Fisher
- Cheryl Cole
- Boy band - TBA

- Datos: Q2604329